# کریم بی‌لی (شرور)
کریم بی‌لی (به لاتین: Kərimbəyli) یک منطقه مسکونی در جمهوری آذربایجان است که در شهرستان شرور از توابع جمهوری خودمختار نخجوان واقع شده است. کریم بی‌لی ۱۹۵۳ نفر جمعیت دارد.

## جغرافیا
این روستا در فاصله ۹ کیلومتری از مرکز شهرستان و در کناره رود ارس واقع شده است.

## مردم
بیشتر مردم آن کشاورز و دامدار هستند. یک دبیرستان متوسطه، یک کتابخانه و یک مرکز پزشکی در این روستا وجود دارد.